# A Conjura de Fiesco

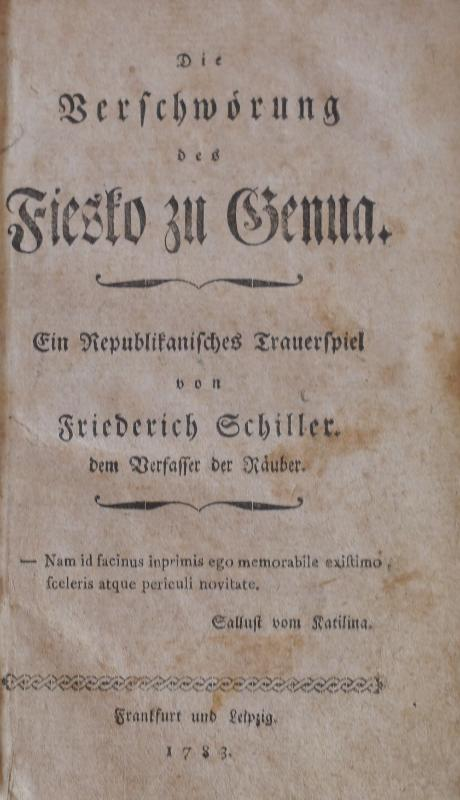

A Conjura de Fiesco (Alemão:Die Verschwörung des Fiesco zu Genua) é uma peça do dramaturgo alemão Friedrich Schiller, que estreou no Hoftheater de Bonn em 1783.

## Ligações Externas
- A Conjura de Fiesco (Projeto Gutenberg - em inglês)